# Теона Сухашвілі
Теона Сухашвілі (груз. თეონა სუხაშვილი; нар. 6 лютого 1994, Лаґодехі, Кахетія, Грузія) — грузинська футболістка, воротар турецького клубу «Сівасспор» та національної збірної Грузії.

## Клубна кар'єра
У листопаді 2016 року переїхала до Туреччини, де стала гравчинею клубу Першої ліги «Кдз. Ереджильспор». Протягом трьох сезонів у вище вказаній команді провела 24 матчі.
У жовтні 2019 року перейшла до стамбульського «Ватіх Ватанспора».
Напередодні старту Суперліги Туреччини 2021/22 років перебралася до новоствореного «Сівасспора».

## Кар'єра в збірній
Викликалася до дівочої збірної Грузії WU-17, за яку провела три поєдинки на дівочому чемпіонаті Європи (WU-17) 2011 року.
Виступає за національну збірну Грузії. У квітні 2017 року зіграла провела 3 поєдинки в групі 1 попереднього раунду кваліфікації жіночого чемпіонату Європи 2019 року в Тбілісі.

## Клубна статистика
Станом на 16 січня 2022.
| Клуб                | Сезон             | Чемпіонат         | Чемпіонат | Чемпіонат | Континентальні | Континентальні | Національні | Національні | Загалом | Загалом |
| Клуб                | Сезон             | Дивізіон          | Матчі     | Голи      | Матчі          | Голи           | Матчі       | Голи        | Матчі   | Голи    |
| ------------------- | ----------------- | ----------------- | --------- | --------- | -------------- | -------------- | ----------- | ----------- | ------- | ------- |
| «Кдз. Ереджильспор» | 2016–17           | Перша ліга        | 21        | 0         | –              | –              | 3           | 0           | 24      | 0       |
| «Кдз. Ереджильспор» | 2017–18           | Перша ліга        | 1         | 0         | –              | –              | 0           | 0           | 1       | 0       |
| «Кдз. Ереджильспор» | 2018–19           | Перша ліга        | 2         | 0         | –              | –              | 0           | 0           | 2       | 0       |
| «Кдз. Ереджильспор» | Загалом           | Загалом           | 24        | 0         | –              | –              | 3           | 0           | 27      | 0       |
| «Ватіх Ватанспор»   | 2019–20           | Перша ліга        | 13        | 0         | –              | –              | 0           | 0           | 13      | 0       |
| «Ватіх Ватанспор»   | Загалом           | Загалом           | 13        | 0         | –              | –              | 0           | 0           | 13      | 0       |
| «Сівасспор»         | 2021–22           | Суперліга         | 6         | 0         | –              | –              | 0           | 0           | 6       | 0       |
| «Сівасспор»         | Загалом           | Загалом           | 6         | 0         | –              | –              | 0           | 0           | 6       | 0       |
| Усього за кар'єру   | Усього за кар'єру | Усього за кар'єру | 43        | 0         | –              | –              | 3           | 0           | 46      | 0       |